# Klever Castillo
Klever Castillo Macías (Cuautitlán Izcalli, Estado de México, 12 de agosto de 2005) es un futbolista mexicano que juega como centrocampista en el Deportivo Toluca Fútbol Club de la Primera División de México.

## Trayectoria

### Deportivo Toluca Fútbol Club
El sábado 14 de septiembre de 2024 debutó, a nivel profesional, bajo el mando del entrenador portugués Renato Paiva durante la goleada 4 a 0 del Deportivo Toluca sobre el Club Tijuana, partido correspondiente al Apertura 2024.